# Glenn Shafer
Glenn Shafer (* 21. November 1946 in Caney, Kansas) ist ein US-amerikanischer Mathematiker, der die Dempster-Shafer-Theorie durch Weiterentwicklung von Arthur Pentland Dempsters Ansätzen zur Generalisierung der Bayesschen Statistik mitbegründet hat.
Shafer studierte an der Princeton University und erwarb dort den Artium Baccalaureus in Mathematik sowie den Ph.D. in mathematischer Statistik mit der Schrift Allocations of Probability: A Theory of Partial Belief. Im Anschluss lehrte er an der Universität Princeton, bevor er 1976 an die Fakultät für Mathematik an der University of Kansas wechselte. 1984 begann Shafer dort Wirtschaft zu lehren und wechselte 1992 an die Rutgers Business School – Newark und New Brunswick.